# Český jazykový atlas
Český jazykový atlas je šestidílné dílo, které zachycuje stav běžné (nespisovné) české mluvy a českých nářečí v 60.–70. letech 20. století. Zpracoval jej dialektologický kolektiv Ústavu pro jazyk český AV ČR, v. v. i., složený z pracovníků dialektologických oddělení v Praze a v Brně; jako vedoucí autorského kolektivu byli v prvním a druhém díle uvedeni Jan Balhar a Pavel Jančák, od třetího dílu Jan Balhar. V tištěné podobě soubor vydalo nakladatelství Academia v letech 1992–2011, druhé vydání zveřejňuje v elektronické podobě volně na internetových stránkách ústavu dialektologické oddělení Ústavu pro jazyk český AV ČR, v. v. i., postupně od roku 2012. Celý atlas obsahuje 1558 map a 1578 komentářů, jednotlivé díly mají kolem 500 stran (od 427 do 680). Dílo je zpracováno stylem zajímavým nejen pro odborníky, ale i pro pololaickou a laickou veřejnost.

## Díly
- 1: Lexikální část, tematické okruhy: místní prostředí, domácí prostředí, člověk. 1. vydání 1992, dotisk 2004 (se zapracováním pravopisných změn z roku 1993 a drobnými opravami), 1. vydání elektronické 2012.
- 2: Lexikální část, tematické okruhy: zahrada a sad, živočišstvo, les a rostlinstvo, krajina, čas a počasí, vesnice dříve a nyní, zábavy a zvyky. 1. vydání 1997, 2. vydání elektronické 2012.
- 3: Lexikální část, tematické okruhy: polní zemědělské práce, hospodářská usedlost, zemědělské nářadí a nástroje, dobytek, drůbež. 1. vydání 1999, 2. vydání elektronické 2014.
- 4: Morfologická část. 1. vydání 2002, 2. vydání elektronické 2014.
- 5: Hláskoslovná část, část věnovaná syntaktickým jevům, část o adverbiích, část zpracovávající dodatečný výzkum ve městech (novější pojmenování reálií svázaných převážně s městskou kulturou a pojmenování slangového charakteru), mapy izoglosových svazků. 1. vydání 2005.
- Dodatky (6): obsahuje též 2 CD-ROM se 70 ukázkami audiozáznamů vyprávění, 1. vydání 2011.

## Historie
Za zakladatelské dílo české a slovenské dialektologie je považována práce Aloise Vojtěcha Šembery Základové dialektologie československé z roku 1864. František Bartoš vydal v letech 1886 a 1895 Dialektologii moravskou. Vavřinec Josef Dušek v roce 1894 připravil na základě vlastní ankety pro Národopisnou výstavu českoslovanskou Dialektickou mapu Čech. Bohuslav Havránek ve stati K české dialektologii v roce 1924 vytyčil požadavek sledování jazykových jevů v celém jejich rozšíření, podobné podněty vzešly i z I. mezinárodního sjezdu slovanských filologů v Praze roku 1929. Bohuslav Havránek řádu nářečních jevů a základní hranice dialektů územně vymezil ve své práci Nářečí česká z roku 1934.
Systematický výzkum českých nářečí se však rozvinul až po roce 1947 v nově založeném Ústavu pro jazyk český. Nejprve průzkum probíhal korespondenční metodou, kterou připravila Česká dialektologická komise České akademie věd a umění během protektorátu, oblastně zaměřenými anketami s využitím učitelstva základních škol, čím byly získány materiály téměř ze všech školních obcí v Čechách, po zřízení brněnské pobočky roku 1953 také na Moravě a v části Slezska. Sled oblastních anket zaměřených na hláskoslovné a tvaroslovné rozdíly završila dvoudílná celostátní lexikální anketa. Hustota sítě výzkumných bodů umožnila popsat i některé plynulé hranice mezi konkurujícími si jazykovými formami. Hlavním výstupem z tohoto výzkumu byla kniha Jaromíra Běliče Nástin české dialektologie z roku 1972. Oproti ní Český jazykový atlas mnohem rozsáhleji zpracovává například téma zájmen a číslovek. V mnoha případech Bělič musel uvést, že podrobnější vymezení určitého jazykového jevu není známo, zatímco ČJA obsahuje jasná teritoriální vymezení. Ankety měly původně pouze sondační cíl a měly být předstupněm přímého terénního výzkumu.
Možnost přípravy jazykového atlasu přednesl na dialektologické konferenci v Brně roku 1954 předseda Dialektologické komise Václav Vážný, který ve výchozím programu z roku 1955 navázal na svou zkušenost zakladatele slovenského jazykového zeměpisu.
Autoři v předmluvě děkují Františku Pastrnkovi, prvnímu předsedovi dialektologické komise
Akademie, a jeho pokračovatelům Oldřichu Hujerovi, Bohuslavu Havránkovi a Václavu Vážnému, kteří připravovali plány široce založeného a soustavného výzkumu českých nářečí, který pak po roce 1946 postupně uskutečňoval Ústav pro jazyk český. Adolf Kellner má zásluhu na tom, že se tyto snahy spojily s bartošovskými tradicemi a navázaly na paralelní badatelskou činnost Matice moravské, čímž se výzkumná akce Ústavu pro jazyk český rozšířila i na Moravu a Slezsko. 
Většina ostatních slovanských národů měly své nářeční atlasy hotové již dříve. Dalším plánovaným dílem české dialektologie je celonárodní nářeční slovník.

## Metodika

### Dotazníky
Starou nářeční vrstvu reprezentuje v atlase generace, která se narodila a převážnou většinou také vyrůstala v době před první světovou válkou. Jsou rozlišovány tři vrstvy běžné mluvy: mluva staré venkovské generace, reprezentující archaickou nářeční vrstvu, mluva staré městské generace jako nivelizovanější vrstva a mluva nastupující mladé městské generace, tedy nejnovější vrstva. Konfrontace těchto nářečních vrstev umožňuje zachytit probíhající nivelizační procesy a tím i naznačit tendence příštího vývoje.
Podkladem dotazníku byly původně inventáře diferenciačních jevů. Příprava vlastních dotazníkových hesel pak musela počítat i s tím, že některé obecné tvaroslovné jevy se lexikalizují, tj. jejich rozšíření je u různých řad slov různé, nebo se vyskytují už jen ve zbytcích, takže rozšíření takových jevů je nutné zkoumat na vybraných příkladech daného typu. Pro porovnání výskytu gramatických jevů bylo třeba vybrat slova, která se vyskytují na celém zkoumaném území. V roce 1961 se česká a slovenská dialektologická komise dohodly na tom, aby Český jazykový atlas navazoval na Atlas slovenského jazyka zejména v těch jevech, které jsou pro poznání vývoje obou jazyků a jejich nářečí důležité. Konkrétní srovnání jednotlivých hesel s atlasy lužickosrbského a polského jazyka se neprovádělo, ale vzhledem k šíři dotazníku je takové srovnání možné dodatečně, zejména v lexikální oblasti.
Dvojdílný Dotazník pro výzkum českých nářečí vznikl v roce 1965. V první části byly konkrétní položky, seskupené do sedmi tematických okruhů (I. místní a domácí prostředí, II. hospodářství, III. zemědělská práce, IV. příroda, V. člověk, VI. život člověka, VII. společenský život). Na podkladě věcných souvislostí dotazníkem prostupují položky slovníkové s hláskoslovnými, tvaroslovnými a slovotvornými. Dotazník byl sestaven tak, aby výzkum mohl být prováděn metodou řízené konverzace, při níž se slova a jejich tvary zjišťují v přirozeném věcném kontextu. Druhá část dotazníku obsahovala v gramatickém uspořádání položky, které se nedaly dobře zasadit do věcně významových souvislostí, otázky týkajících se obecných jevů se zástupnými reprezentanty a některé oblasti blízké věcným okruhům, například tvary rodinných jmen, přivlastňovacích adjektiv, číslovek, pojmenování nositelů různých psychických a tělesných vlastností, podoby místních jmen. V této druhé části se počítalo především s využitím záznamů spontánních projevů zkoumaných mluvčích. V prvních sondačních výzkumech byl použit dotazník zredukovaný na 4000 položek, ten bylo poté na základě zkušeností ještě o třetinu zkrácen. V konečné podobě obsahuje dotazník celkem 2649 položek, přičemž existovala užší i širší verze výzkumného programu. Některé jevy byly zkoumány jen na opěrné síti 107 venkovských obcí, zatímco z výzkumu na husté základní síti bodů byly vypuštěny. Některé položky byly regionalizovány, tj. nebyly využity v oblastech, kde se daný jev bezpečně nevyskytuje. Výběr otázek pro výzkum v celé základní síti byl proveden až po vyhodnocení poznatků z podrobného výzkumu na opěrné síti bodů a pro výzkum na základní (husté) venkovské síti bylo určeno v Čechách 1961 položek, na Moravě 2219. Následně byly vytvořeny i dotazníky pro zkoumání obou vrstev městského obyvatelstva, z nichž byla vypuštěna témata týkající se specificky venkovského života, zejména zemědělství, a pro výzkum mluvy mládeže byl sestaven ještě zvláštní dotazník.

### Síť výzkumných bodů
Síť venkovských výzkumných bodů není geograficky rovnoměrná, ale je hustší v místech většího nářečního rozrůznění, tj. zejména ve středu Čech je výrazně řidší než na Moravě, ve Slezsku a na okrajích Čech. Byly vybírány staré, nepříliš velké venkovské obce založené ve středověku, ležící stranou hlavních komunikací. Bylo vybráno 420 venkovských obcí, z toho 223 v Čechách a 197 na Moravě a ve Slezsku, včetně 5 obcí ležících v dnešním Polsku, a to 2 obcí ze starého českého osídlení v Kladsku a 3 obce bývalého opavského Slezska. Z těchto 420 obcí tvoří 107 obcí řidší, tzv. opěrnou síť pro podrobnější výzkum. Navíc je do komentářů pojat i výzkum nářečí vybraných starších českých kolonizací v Polsku, bývalé Jugoslávii a v Rumunsku. Pracovně byla síť venkovských obcí rozdělena do 8 větších oblastí. Výzkumné body byly označeny trojcifernými čísly, z nichž první cifra označuje oblast a zbylé dvě cifry pořadí v rámci oblasti, určené s ohledem na to, aby obce z menších nářečních celků zůstaly pokud možno pohromadě.
Města byla vybrána tak, aby nenarušila kompaktnost nářečních území a přitom aby rovnoměrně pokryla celé území českého jazyka. Do sítě byla zařazena i všechna tehdejší krajská města včetně hlavního města Prahy, jinak tvoří jádro výzkumu města střední velikosti (jen výjimečně i malá města jako Slavonice či Osoblaha), přičemž záměrně byla z průzkumu vyřazena průmyslová střediska s nadprůměrnou migrací jazykově různorodého obyvatelstva (Kladno, Karviná, Zlín). Do městské sítě však byla zařazena města v pohraničí, kam přicházelo po roce 1945 obyvatelstvo z různých míst ve vnitrozemí. Městských výzkumných bodů je 57, tedy asi osmkrát méně než venkovských bodů, z toho 30 v Čechách a 27 na Moravě a ve Slezsku. Z toho paralelní u starší i mladé generace byl prováděn ve 37 městech (z toho 18 v Čechách). Pohraničních měst bylo zahrnuto 20 (z toho 12 v Čechách), a v nich byla zkoumána jen mluva mladé generace. Městské výzkumné body byly označeny dvojcifernými čísly, kde první číslice opět označuje oblast, jejichž vymezení se až na dvě výjimky kryje s vymezením venkovských oblastí, a pohraniční města obsahují číslici 0 v případě Čech a 9 v případě Moravy – pokud je lze přiřadit k některé nářeční oblasti, tak na druhém místě, jinak na prvním místě. Na podkladové mapě je číselné označení doplněno ještě dvoupísmennou zkratkou názvu města.

### Postup výzkumu
Výběr respondentů byl v Čechách komplikován pokročilou nivelizací jazyka, na Moravě a ve Slezsku naopak bohatou diferenciací jevů. Z nářečních mluvčích staré generace byli pokud možno vybíráni ti, kteří co nejlépe zachovávali tradiční stav nářečí, ze starousedlé vrstvy zemědělského obyvatelstva, ve věkovém rozpětí 65 až 75 let a výše. Přednost byla dávána respondentům aktivním a přirozeně inteligentním. Zvlášť byla zaznamenávána vrstva archaismů nebo reliktů, které v době výzkumu už plně nežily, jinak byl výzkum zaměřen především na neutrální běžný projev denního styku. Zatímco při tvorbě jiných slovanských jazykových atlasů obvykle stačil jeden respondent jako reprezentant daného nářečí, zde se vzhledem k nerovnoměrnému ústupu nářečních rysů předem počítalo s 3–5 základními a několika doplňkovými respondenty v každém výzkumném bodě a řada položek dotazníku byla i několikrát ověřována. Údaje od více respondentů byly zapisovány do společného dotazníku, v němž bylo indexem poznačováno číslo respondenta. Výzkum probíhal v domácím, rodinném prostředí metodou řízené konverzace kombinované s volným projevem a podle potřeby i konkrétnějšími dotazy a odpověďmi. V závěrečné fázi výzkumu se pořizovaly téměř ve všech výzkumných bodech u vhodných mluvčích magnetofonové nahrávky mluvených projevů. Výstupem této speciální části výzkumu byla v roce 1976 sbírka České nářeční texty.
Ve městech bylo vyhledání vhodných starousedlých informátorů ze staré generace obtížnější. Bylo dbáno na to, aby jejich mluva byla co nejméně ovlivněna spisovným jazykem, a proto byly vybírány osoby bez vyššího vzdělání. Ve městech byli z výběru vyloučeni i zemědělci. Vybíráni byli respondenti především z řemeslnické a dělnické vrstvy, přednostně z historického jádra města. Nesledovalo se zde však vyhledání nejstaršího zjistitelného stavu nářečí, ale zachycení běžného nivelizovaného městského úzu.
Pro výzkum mladé městské generace byli vybíráni žáci nejvyšších tříd základních škol, u nichž sondační výzkum potvrdil, že základní požadavky výzkumu zvládají. K výzkumu ve školách dalo v roce 1972 souhlas ministerstvo školství. I zde se dbalo na místní původ jak respondentů, tak jejich rodičů, a mnohde se stalo, že těmto požadavkům vyhovovalo jen několik žáků z celé školy a tedy bylo nutno spolupracovat s více školami nebo se z požadavků mírně slevilo. V největších městech (Praha, Brno, Ostrava) byl požadavek naopak zpřísněn, takže byl požadován místní původ i u prarodičů. Výzkum probíhal ve 2–4členných skupinkách respondentů, v nichž se obvykle vystřídalo 10–15 respondentů. S některými žáky byly rovněž pořízeny magnetofonové nahrávky souvislých projevů. V pohraničních městech byl respektován různorodý regionální původ mladých respondentů, kteří většinou byli již druhou generací přistěhovalců, mezi níž se již stačil vytvořit nějaký jazykový standard. V českých pohraničních městech byli vybíráni žáci, jejichž rodiče mají původ z Čech, v moravských z Moravy, přičemž podle průzkumu obvykle převažuje původ v sousedních či nedalekých oblastech. Preferováni byli respondenti pocházející z nářečně smíšených manželství.
Výzkum prováděly dva týmy specialistů, jeden v Čechách a druhý na Moravě a ve Slezsku. Zejména v počátcích pracovali výzkumníci ve dvojicích, které se obměňovaly a jejichž členové pracovali postupně v různých nářečních oblastech, aby se výzkumná činnost metodicky sjednocovala a aby se vyrovnávalo vnímání a hodnocení sledovaných jevů. Kvůli metodickému sjednocení se v Telnici roku 1965 a v Kadově roku 1966 konal společný výzkum pražských a brněnských dialektologů.
Výzkum na opěrné řídké síti venkovských obcí s kompletním dotazníkem proběhl v letech 1964–1966, na této síti pak po zhodnocení a úpravě výzkumného programu proběhl ještě kontrolní a doplňkový výzkum. V letech 1967–1972 pak proběhl výzkum na základní (husté) síti bodů, většinou se zredukovaným dotazníkem. Výzkum ve městech proběhl v letech 1973–1976.

## Mapy a text
Pro mapy rozšíření jazykových jevů bylo zvoleno černobílé provedení. Pracovní analytické mapy byly bodové, způsob zobrazení informací v konečné verzi atlasu je syntetizující, v němž základem je plošné zobrazení areálu výskytu variant jazykových jevů (ohraničeného izoglosami a s nápisem uvnitř dané plochy nebo šrafováním), doplněné bodovými symboly výskytu dublet a rozptýlených nebo ojedinělých jevů, přičemž jednotlivá fakta, která nebylo možno do zjednodušené mapy zahrnout, jsou zahrnuta do textového komentáře k jednotlivým mapám.
Autoři se nespokojují s registrací jazykových rozdílů, ale snaží se o jejich všestrannou interpretaci. Neslevují z nároků na odbornost, ale pamatují na čtenáře různé hloubky znalostí a různých potřeb. Výklady jsou systematické, střídmé a srozumitelné.

## Přínos
Před ČJA byly poměrně podrobně popsány hláskoslovné a tvaroslovné nářeční rozdíly, oproti tomu o lexikální nářeční diferenciaci byly jen rámcové představy. Rozdíly ve větné skladbě byly ve výzkumu pro ČJA zcela novým tématem.
Lexikální část, obsažená v prvních třech dílech, poprvé komplexně a detailně zachytila teritoriální rozložení nářečního lexika. Tím přispěla k přehodnocení dosavadních představ o nářečních oblastech, opírajících se jednostranně o hláskové diference. Také morfologická část je prvním skutečně souhrnným popis teritoriálního rozvržení nářečních rozdílů češtiny. Autoři museli řešit, jak oddělit morfologickou tematiku, obsaženou ve 4. díle, od hláskoslovných rozdílů, zařazených do 5. dílu.
Mapy izoglosových svazků ukazují na souvislosti průběhu svazků izoglos s dějinami nositelů jazyka a různými starými administrativními, správními a dalšími hranicemi, které bránily společenskému styku nositelů nářečí, analyzují se příčiny vzniku jazykových hranic a odhalují se vztahy mezi nářečními skupinami a tím zároveň mezi obyvatelstvem. Kapitola pojednávající o svazcích izoglos je součástí pátého dílu a její autorkou je Stanislava Kloferová.
Výpovědní hodnotu map autoři v předmluvě k prvnímu dílu přirovnávají ke geologickým mapám, z nichž lze odhalovat vývoj zemské kůry. Dílo tak z jazykovědy přesahuje do etnografie a folkloristiky, kulturní historiografie a do historické geografie a historické demografie.
Pohled na územní rozložení nářečních ekvivalentů mnohdy osvětlí i kodifikační změny ve spisovném jazyce, tedy připuštění dosud nespisovných tvarů, a naopak ukazuje, že některé tvary, které jsou kodifikovány jako spisovné dublety, nebyly reálně zachyceny vůbec nikde. ČJA slouží nejen jako pramen k systematickému odbornému studiu nářečí, ale i jako doklad bohatství a členitosti češtiny, a seznamuje širokou veřejnost i s nářečními tvary, se kterými se ve většinovém jazyce vůbec nelze setkat (děckete, makův koláč, jetelovo semeno, čícu atd.).